# Софі Гігер
Софі Гігер (21 грудня 1995) — швейцарська синхронна плавчиня.
Учасниця Олімпійських Ігор 2016 року, де в змаганнях дуетів разом з Сашею Краус посіла 14-те місце.